# Reinhold Broske
Reinhold Broske (* 21. Juli 1901 in Mittweide, Brandenburg; † 15. Januar 1979 in Dresden) war ein deutscher Geistlicher und Spreewälder Mundartdichter.

## Leben
Reinhold Broske wurde 1901 als Sohn eines Maurers geboren und hatte drei jüngere Brüder. Nach dem Besuch der Volksschule half er in der elterlichen Landwirtschaft. Als der Vater 1914 eingezogen wurde und 1915 der Großvater starb, musste er für die Familie sorgen. Am 20. März 1920 begann er eine Ausbildung als Diakon im Evangelischen Johannesstift in Berlin und am 1. April 1925 seinen Dienst als evangelischer Jugendpfleger in Freiburg in Schlesien. 1927 wurde er evangelischer Arbeitersekretär in Görlitz. Am 2. Januar 1928 heiratete er Hertha Herzberg († 1977), mit der er einen Sohn hatte, den sie Karl-Heinz nannten. Von 1933 bis 1964 war Reinhold Broske Kreisdiakon im Kirchenkreis Görlitz. Anfang der 1940er wurde er kurzzeitig zum Militär einberufen, wegen seiner „halbjüdischen“ Frau aber bald als wehrunwürdig entlassen. Gegen Kriegsende wurde er im Volkssturm an der Ostfront eingesetzt. Nach russischer und polnischer Kriegsgefangenschaft trat er seine Stelle als Kreisdiakon wieder an.
Broske veröffentlichte seine Gedichte in der Gartenlaube, im Lübbener Kreiskalender und in einem im Selbstverlag erschienenen Bändchen Een Päckchen Lindenblietentee. Lausitzer Gedichte und Geschichten. Außerdem erschien bei Richter & Munkelt in Lübben Mit und ohne Noten. Dorfmusekantenjeschichten.